# Vészmanó
A Vészmanó egy kitalált szereplő a Marvel Comics képregényeiben. Elsősorban Pókember ellenfele. Személyazonosságát több személy is használta az idők során. 1999-ben a magyar olvasók a harmadik legnépszerűbb Pókember ellenfélnek választották.

## A karakter háttere
Vészmanó Roger Stern képregényíró alkotása. Stern szívesen dolgozott új karakterekkel, illetve olyanokkal akik nem a Pókember lapjain voltak ismertek (pl. Buldózer, Gólyaláb). Az olvasók viszont szívesebben láttak volna több klasszikus szereplőt. Hogy a két igényt kielégítse Stern megalkotta Vészmanót egy régebbi karakter Zöld Manó alapján. Az eredeti Vészmanó történeteken egymás után több szerző is dolgozott, ezért eltávolodtak Stern eredeti tervétől. Stern évekkel később a Hobgoblin Lives című minisorozatban helyre hozta a hibát.

## A maszk mögött
Megjegyzendő hogy az X-Menben szereplő Birodalmi Gárda egyik tagjának Koboldnak az angol neve szintén Hobgoblin, de történeti kapcsolatban nem áll a lentiekkel.

### Roderick Kingsley
Az első Vészmanó. Egy betörő segítségével rábukkant a Zöld Manó (Norman Osborn) raktáraira. Előbb Osborn fegyverei, majd erőnövelőszere segítségével harcol Pókember ellen. Erejét előbb zsarolásra, később Rózsa társaként a szervezet bűnözés területén használja.

### Arnold 'Lefty' Donovan
Kingsley embere. Meghalt.

### Ned Leeds
A Hírharsona riportere. Kingsley elfogja és agymosással ráveszi hogy időnként vegye át tőle a Vészmanó szerepét. Miután az Idegen emberei megölik sokáig úgy hiszik ő az igazi Vészmanó.

### Jason Philip Macendale Jr.
Korábban Lámpás Jack néven ismert zsoldos. Az Idegen segítségével megöleti Leeds-t, és megszerzi a felszereléseit. Ő nem jutott hozzá az erőnövelőszerhez. Hogy erőhöz jusson alkut köt a démon N’astirh-ral (démoni énje később Démanó néven kiválik belőle), megszerzi Kraven, a vadász varázsszerét, végül kiborggá alakíttatja magát. Kingsley az első Vészmanó végez vele, majd visszaveszi a szerepét.

### Robin Bourne
A 2211-es alternatív jövőben élő Pókember lánya.

### Ismeretlen Vészmanó (Titkos Háború)
Az új Titkos Háborúban egy ismeretlen személy hordta a Vészmanó jelmezt.

### Wade Wilson (Deadpool)
Egyik küldetése során a zsoldos Deadpoolnak Vészmanó jelmezt kellett hordania.

## Vészmanó az Újvilágban
Az Újvilág Vészmanója Harry Osborn, a Zöld Manó fia. Ugyanabba a kísérletben nyeri az erejét mint az apja. Apja hipnoterápiával kezelteti, amely miatt második személyiséget fejleszt. A S.H.I.E.L.D őrizetébe kerül. Itt később hősi halált hal, mikor apja megtámadja a létesítményt. A történetben nem nevezik Vészmanónak, neve a történet címéből derül ki.

## Vészmanó más médiákban
Vészmanó (Jason Philip Macendale Jr.) szerepelt az 1994-es Pókember rajzfilmben. Itt Norman Osborntól kapta az erejét és a felszerelését. A képregénnyel ellentétben itt a Vészmanó volt előbb, majd később lett a Zöld Manó. A rajzfilm magyar változatában Lidércnek fordították.
Roderick Kingsley szerepelt az új Pókember sorozatban, a Spectacular Spider-Manben. Vészmanó megjelenése a harmadik évadra várható
A Pókember harmadik részében a Zöld Manó raktárában látni lehetett egy sárga maszkot.